# Ким Уилкинс
Ким Уилкинс (на английски: Kim Wilkins) е австралийска писателка на произведения в жанра хорър, научна фантастика и фентъзи. Пише и любовни романи под псевдонима Кимбърли Фрийман (на английски: Kimberley Freeman).

## Биография и творчество
Ким Уилкинс е родена на 22 декември 1970 г. в Лондон. Семейството ѝ се мести в Австралия, когато е на 3 години.
Израства в Редклиф, Куинсланд. Пише от 9-годишна. След гимназията работи на временни работи в ресторант за бързо хранене, като секретарка и с рок-бандата Вампингс, където се запознава със съпруга си.
Решава да продължи образованието си и получава с отличие бакалавърска степен по английска филология през 1998 г., магистърска степен по английска филология и творческо писане през 2000 г. и докторска степен през 2006 г. от университета в Куинсланд, където е и преподавателка.
Първият ѝ роман „The Infernal“ е публикуван през 1997 г. Удостоен е с наградата „Ауреалис“ за най-добър хорър роман и най-добър фантастичен роман.
Пише в различни жанрове на фантастиката.
През 2007 г. под псевдонима „Кимбърли Фрийман“ издава първия си любовен роман „Островът на пеперудите“.
Ким Уилкинс живее със семейството си в Бризбейн.

## Произведения

### Като Ким Уилкинс

#### Самостоятелни романи
- The Infernal (1997) – награда „Ауреалис“
- Grimoire (1999)
- The Resurrectionists (2000) – награда „Ауреалис“
- Angel Of Ruin (2001) – награда „Ауреалис“
- Fallen Angel (2002)
- Changeling (2003)
- Rosa and the Veil of Gold (2005), издаден и като The Veil of Gold
- Unclaimed Heart (2009), издаден и като The Pearl Hunters
- Odin's Girl (2016)

#### Серия „Загадките на Джина Чемпиън“ (Gina Champion Mysteries)
1. Bloodlace (2001)
2. Fireheart (2002)
3. Moonstorm (2003)
4. Witchsong (2005)
5. Nightshade (2006)

#### Серия „Европейска сюита“ (Europa Suite)
1. The Autumn Castle (2002)
2. Giants of the Frost (2004)

#### Серия „Потъналото кралство“ (Sunken Kingdom)
1. Ghost Ship (2006)
2. Tide Stealers (2006)
3. Sorcerer of the Waves (2006)
4. The Star Queen (2006)

#### Серия „Кръв и злато“ (Blood and Gold)
1. Daughters of the Storm (2014)
2. Sisters of the Fire (2019)
3. Queens of the Sea (2019)

#### Сборници
- The Year of Ancient Ghosts (2013) – награда „Ауреалис“
- The Silver Well (2017), с Кейт Форсайт

### Като Кимбърли Фрийман

#### Самостоятелни романи
- Duet (2007)
Островът на пеперудите, изд.: „Ергон“, София (2013), прев. Диана Райкова
- Gold Dust (2008)
- Wildflower Hill (2010)
Дивото цвете, изд.: „Ергон“, София (2013), прев. Диана Райкова
- Lighthouse Bay (2013)
- Ember Island (2014)
- Evergreen Falls (2015)
- Stars Across The Ocean (2017)
- The Secret Year of Zara Holt (2025)

#### Новели
- The Engagement Party (2014)